# ادوارد کزارتمیان
ادوارد گراسیمی کزارتمیان (ارمنی: Էդուարդ Գերասիմի Կզարթմյան؛  زادهٔ ۲۷ آوریل ۱۸۹۵ - درگذشته ۲۶ فوریهٔ ۱۹۷۶) آهنگساز و رهبر گروه کر اهل ارمنستان بود.

## زندگی‌نامه
وی در ۲۷ آوریل [سبک قدیمی: ۱۵ آوریل] ۱۸۹۵ در تفلیس به دنیا آمد و از مدرسه نرسیسیان و کنسرواتوار دولتی وانو ساراجیشویلی تفلیس فارغ‌التحصیل گشت. وی همچنین برنده جوایزی همچون هنرمند مردمی ارمنستان شوروی شد. وی در ۲۶ فوریهٔ ۱۹۷۶ در سن ۸۰ سالگی در وانادزور درگذشت.

## نگارخانه

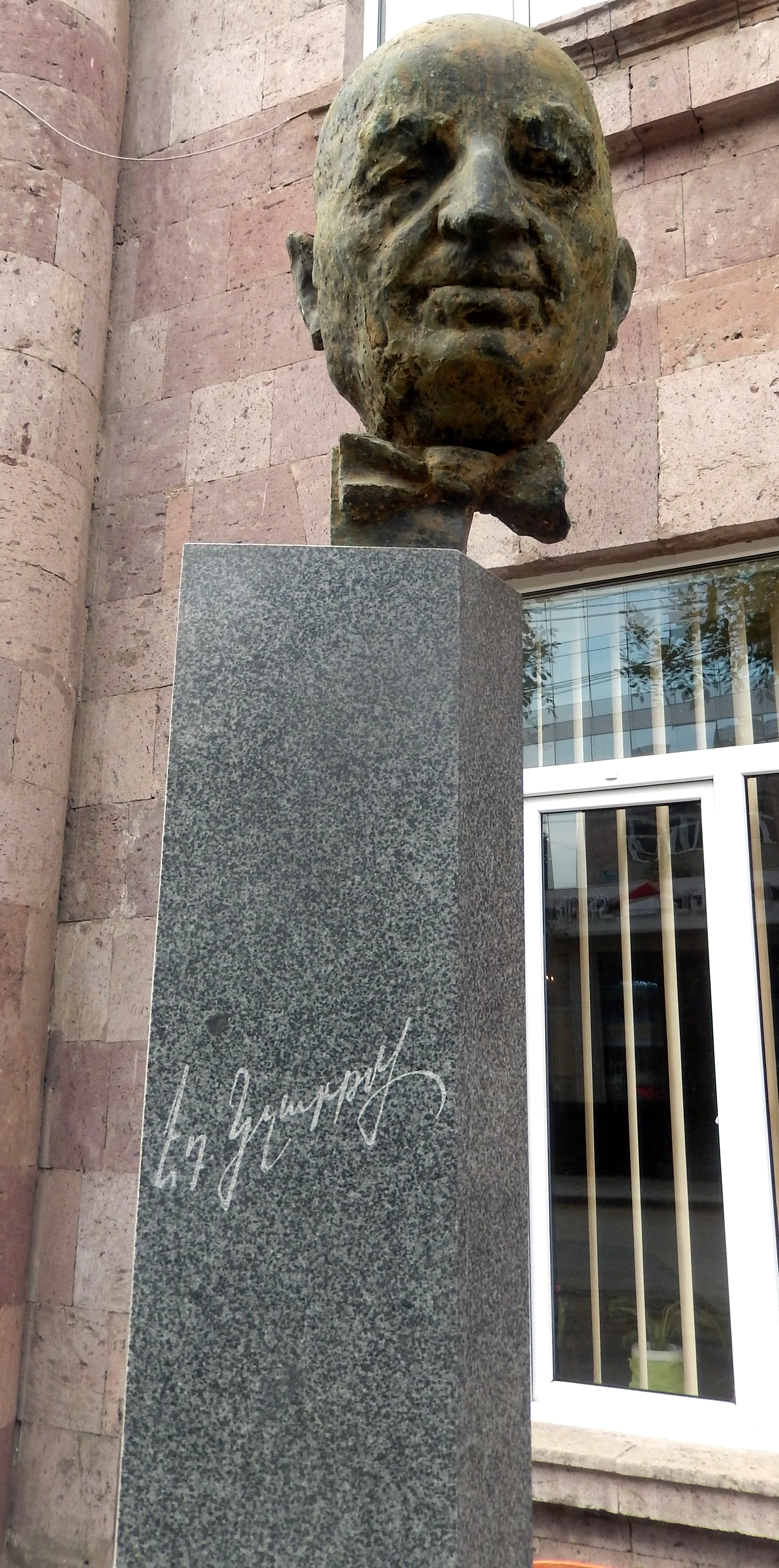